# 오미가와 치아키

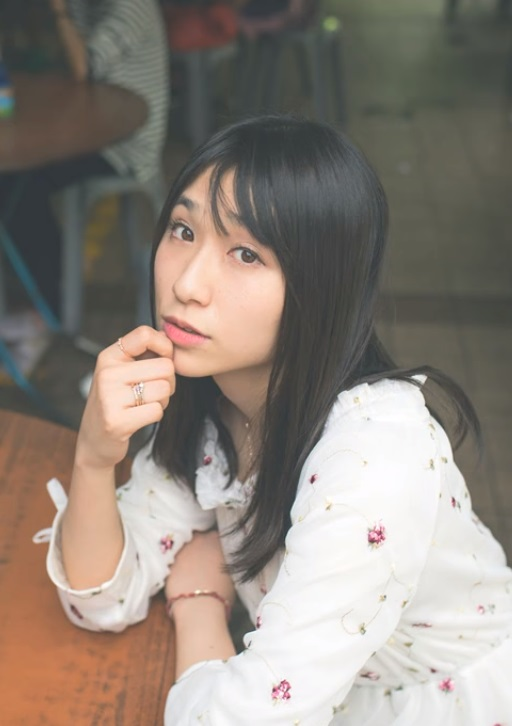
오미가와 치아키

오미가와 치아키(일본어: 小見川 千明 おみがわ ちあき[*], 1989년 11월 11일 ~ )는 일본의 성우·여배우이다. 가나가와현 출신. 일본예술고등학교 졸업. 크로커다일 소속.

## 출연작

### 애니메이션
- 2008년
  - 소울 이터 - 마카 알반

- 2009년
  - 여름의 폭풍! - 카미가모 쥰

- 2010년
  - 그래도 마을은 돌아간다 - 아라시야마 호토리
  - 아라카와 언더 더 브리지 - P코
  - 학생회 임원들 - 미츠바 무츠미
  - 히다마리 스케치×☆☆☆ - 나즈나

- 2011년
  - 극장판 마법선생 네기마! ANIME FINAL - 시이나 사쿠라코
  - 꽃이 피는 첫걸음 - 츠루기 민코
  - 라스트 엑자일 은빛 날개의 팜 - 마그놀리아

- 2012년
  - 맹렬 우주해적 - 엔도 마미
  - 에우레카 세븐 AO - 엘레나 피플즈
  - 히다마리 스케치×허니컴 - 나즈나

- 2013년
  - 꽃이 피는 첫걸음 Home Sweet Home - 츠루기 민코

- 2014년
  - 사키 전국편 - 메간 다빈
  - 소울 이터 NOT! - 마카 알반
  - 학생회 임원들* - 미츠바 무츠미

- 2015년
  - 나가토 유키짱의 소실 - 모리 소노
  - 성검사의 금주영창 - 안젤라 존슨
  - 갓이터 - 쿠스노기 릿카

- 2016년
  - 럭 앤 로직 - 발키리
  - 하루치카~하루타와 치카는 청춘한다~ - 아사히나 카에
  - 문호 스트레이독스 - 타니자키 나오미
  - 모브사이코 100 - 무카이

- 2017년
  - 케모노 프렌즈 - 팬서카멜레온

- 2018년
  - 검왕조 - 商
  - 사신 짱 드롭킥 - 미노스
  - 치오의 통학로 - 노노무라 마나나

- 2019년
  - 모브사이코 100 Ⅱ - 무카이
  - 8월의 신데렐라나인 - 나기나타부의 학생
  - 문호 스트레이독스(2019) - 타니자키 나오미
  - 불꽃 소방대 - 푸스푸스, 메라메라

- 2020년
  - 이과가 사랑에 빠졌기에 증명해보았다 - 아이카
  - 사신 짱 드롭킥’ - 미노스
  - 불꽃 소방대 2장 - 푸스푸스, 메라메라
  - 그리자이아: 팬텀 트리거 03. 스타게이저 - 벨벳

- 2021년
  - 문호 스트레이독스 멍! - 타니자키 나오미
  - 정령환상기 - 루리

### 게임
- 8월의 신데렐라나인 - 나오에 타유
- 갓이터 시리즈 - 쿠스노기 릿카
- 걸 프렌드(베타) - 이시다 이스키
- 드리프트 걸즈(일본어판) - 서윤
- 라라마지 - 나나세 사키
- Ange Vierge ~제 2 풍기위원 걸즈배틀~ - 닛타 유미
- Ange Vierge ~제 2 풍기위원 걸즈배틀~ - 마리
- Ange Vierge ~제 2 풍기위원 걸즈배틀~ - 코드Ω64하베스
- 사우전드 메모리즈 - 베리아
- 스쿨 스타 드림 ~카미오시!~ - 이가라시 나츠키
- 영원한 7일의 도시 - 하야카와 모에
- 페르소나 4 댄싱 올 나이트 - 우지마 스모모
- 푸른 뇌정 건볼트 爪 - 샤오우
- 천화백검 - 참- - 사사누키
- 하얀고양이 프로젝트 - 루시
- 레이싱 무스메 - 코로모 세리카
- 레코러브 - 이스즈 코코미
- Fate/Grand Order - 폴 버니언
- Zero Escape 시간의 딜레마 - 파이
- 메이플스토리2 - 남성 헤비거너
- 소녀전선 - HK33, C-93, 미노스
- 야생소녀 - 베아트리스, 구미호
- 킹스레이드 - 발란세

### 연극
- 코드 기어스 - 니나 아인슈타인